# Qizhong Forest Sports City Arena
Qizhong Forest Sports City Arena é uma arena na China.